# با یک ترانه در قلب من (آلبوم استیوی واندر)
«با یک ترانه در قلب من» (به انگلیسی: With a Song in My Heart) آلبومی از هنرمند اهل ایالات متحده آمریکا استیوی واندر است که در سال ۱۹۶۳ میلادی منتشر شد.

## آهنگ‌ها
- با یک ترانه در قلب من
- When You Wish Upon a Star
- Smile
- Make Someone Happy
- Dream
- Put on a Happy Face
- On the Sunny Side of the Street
- Get Happy
- Give Your Heart a Chance
- Without a Song